# Remigian Wilga
Remigian Wilga herbu Bończa – podstoli żytomierski w latach 1736–1746, skarbnik kijowski w latach 1725–1736, podstarości żytomierski.
Był elektorem Stanisława Leszczyńskiego w 1733 roku.